# Cahors (AOC)
Pour l’article homonyme, voir Cahors.
Le cahors est un vin rouge français d'appellation d'origine protégée du vignoble du Sud-Ouest de la France. Son vignoble produit exclusivement du vin rouge avec le cépage côt N (appelé aussi malbec ou auxerrois). Il est situé à l'ouest de la ville de Cahors, à cheval sur la vallée du Lot dans le département du même nom et sur les causses du Quercy au sud de cette vallée.
Ce vignoble multiséculaire a connu une grande renommée du Moyen Âge jusqu'à la crise du phylloxera du dernier tiers du XIXe siècle. Son « vin noir » est vendu de l'Angleterre (black wine) jusqu'à la Russie (kaorskoie vino) où, dénommé "Kaor" ou "Kagor", il est utilisé comme vin de messe,.

## Histoire

### Antiquité
La culture de la vigne a été implantée par les Romains. Ils créent Divona Cadurcorum (ville des Cadurques) Le commerce du vin aurait pris naturellement son essor avec le transport des barriques sur le Lot vers Burdigala. La navigation, parfois dangereuse, est un facteur de développement.

### Moyen Âge

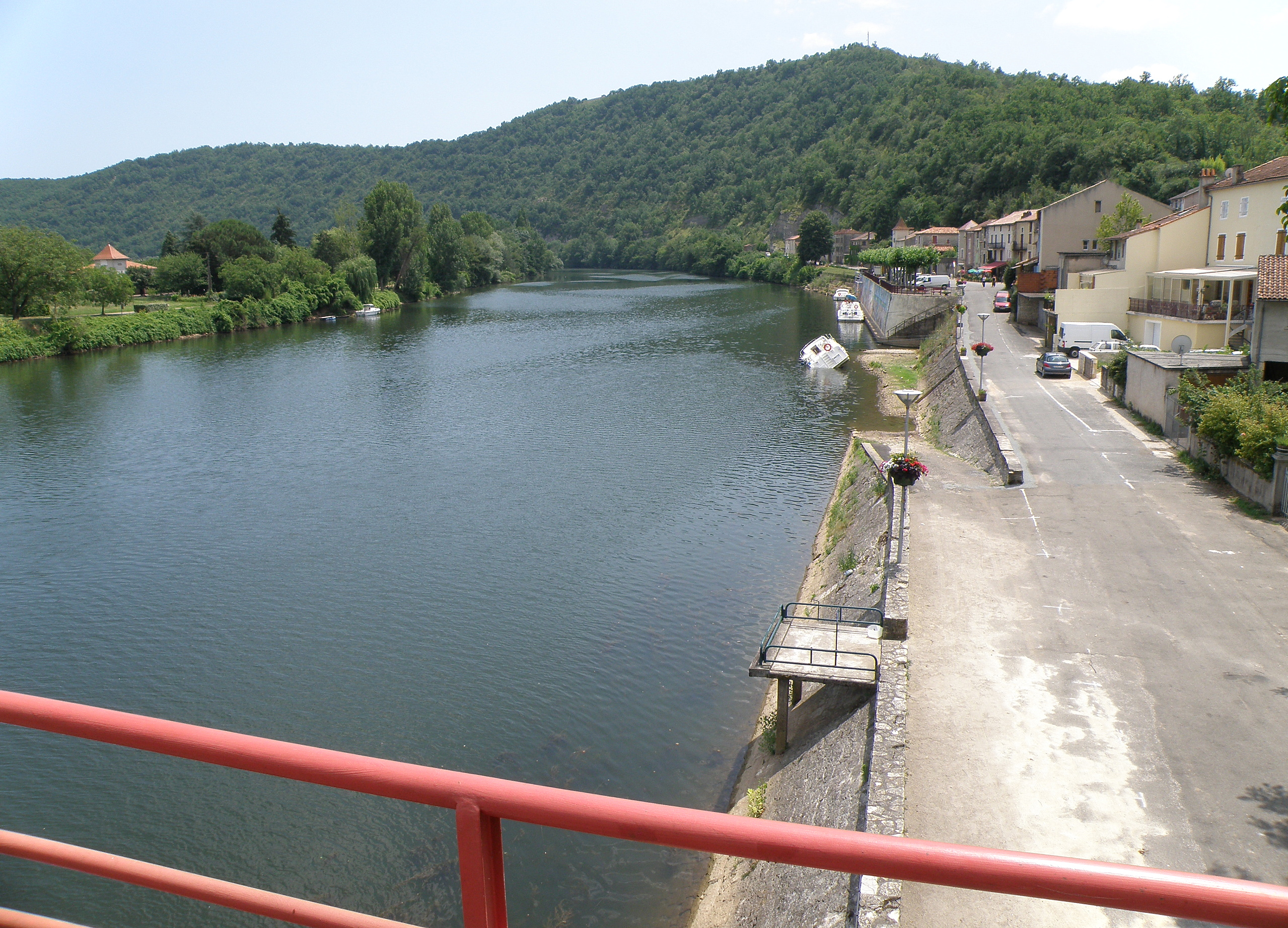
Le port de Douelle, rénové pour la navigation de plaisance, comporte encore les éléments nécessaires au chargement des barriques sur les gabarres : jetée en pente douce notamment.

Au Moyen Âge, il est appelé « vin noir ». Clément Marot chanta les vertus de cette « liqueur de feu ». On prétend qu'il était sur les tables du mariage d'Aliénor d'Aquitaine avec Henri II, roi d’Angleterre, ce qui lui ouvrit les portes de Londres. En 1305, 800 tonneaux de Cahors (sur les 93 452 exportés) quittent Bordeaux.
Le vin de Cahors aurait pu devenir un concurrent redoutable pour les vins de Bordeaux mais les viticulteurs bordelais obtiennent du roi Henri III d'Angleterre le privilège bordelais en 1241 : les vins du haut-pays ne peuvent entrer dans le port de Bordeaux avant la Noël. À cette date, la navigation est plus difficile et de nombreux bateaux sont déjà repartis chargés. Ce privilège permet aux vignerons bordelais d'écouler leur production. Le roi de France devient suzerain de Bordeaux après la bataille de Castillon. Pour s'attacher le respect de ses nouveaux sujets, il renouvelle le privilège. C'est finalement Louis XVI qui réglera le conflit plus de cinq siècles plus tard en 1773, en mettant en place une médiation entre les viticulteurs.

### Époque moderne
François Ier l'apprécie au point d'en commander directement à Cahors et de confier à un vigneron cadurcien, Jean Rivals, dit lo prince, le soin d'apporter des cépages à planter dans son vignoble de Fontainebleau (avec d'autres cépages de Guyenne). Colbert n’hésitait pas à le proclamer supérieur au bordeaux.
À partir de la Renaissance, le petit âge glaciaire nuit à la maturité des cépages bordelais. Le vin de Bordeaux devient un « clairet » et certains négociants remontent en couleur leurs vins avec ceux du haut-pays dont le cahors et le gaillac. Hélas, cette pratique rémunératrice fait disparaître le nom de la région de production. La réputation des vins de Bordeaux s'améliore au détriment de celle de Cahors.
Le tsar Pierre le Grand se serait soigné au kaorskoie vino, le vin de Cahors, et l'Église orthodoxe l'adopta comme vin de messe. Sa meilleure conservation en fait un « vin de cargaison » et explique que, parfois, dans la marine, les officiers buvaient du cahors alors que les matelots buvaient du bordeaux.
Au XVIIIe siècle, près de 10 000 tonneaux de vins transitent par Bordeaux pour partir ensuite vers le nord de l'Europe, les Antilles ou les Amériques.

### Époque contemporaine
Le cahors tombe peu à peu dans l'oubli. Avant la fin du XIXe siècle, le phylloxéra de 1876 anéantit le vignoble. Après des années de tâtonnement, les spécialistes de l'insecte découvrent l'intérêt du greffage. Hélas, le premier porte-greffe utilisé ne supporte pas le calcaire. Cahors ou Cognac sont désarmés. Une solution vient avec l'utilisation d'hybrides. Ce virage vers la production de masse de vins de qualité secondaire sauve néanmoins la viticulture locale de l'anéantissement. Les viticulteurs qui choisissent cette voie sont les aïeux de ceux qui remonteront un vignoble de qualité au XXe siècle.
En 1947, des viticulteurs décident de relancer la culture du côt N. Ils créent la cave coopérative de Parnac et trouvent chez des viticulteurs bordelais des greffons de côt.
L'hiver 1956 fut presque fatal. 99 % du vignoble est anéanti par la terrible gelée du mois de février.
La résurrection est lente et difficile. Le remplacement des cépages producteurs (jurançon N, mérille N ou valdiguié N) prend une génération. Les vignes sont replantées non seulement en côt N, mais aussi en cépages accessoires nouvellement inscrits, le merlot N et le tannat N. En 1971, le vignoble couvre 440 hectares lors de l'accession à l'AOC grâce au président Georges Pompidou passant souvent ses vacances dans son domaine de Cajarc. Trente ans plus tard, elle a été multipliée par dix.
Depuis 2007, l'UIVC (Union interprofessionnelle des vins de Cahors) développe un projet d’association interprofessionnelle avec le Wines of Argentina (organisme chargé de promouvoir les vins argentins au niveau international, à l'origine de la « Journée Mondiale du Malbec » instaurée le 17 avril  et qui a lieu depuis 2011) pour développer le marché du malbec dans le reste du monde (dont le Canada qui en 2010 représente 50 % du volume des ventes mais aussi les États-Unis et la Chine, avec respectivement 14,5 % du volume et 8,64 %) grâce aux concepts « Cahors Malbec » et « Cahors, The French Malbec » (nom du cépage sur l'étiquette) et la création de structures favorisant l'œnotourisme, Cahors Malbec Vallée, Villa Cahors Malbec et le Cahors Malbec Lounge (comptoir de dégustation dans le centre de Cahors).

## Étymologie
Le nom de l'appellation vient de la ville qui a diffusé ces vins, Cahors, anciennement Divina Cadurcorum, ville divine des Cadurques.

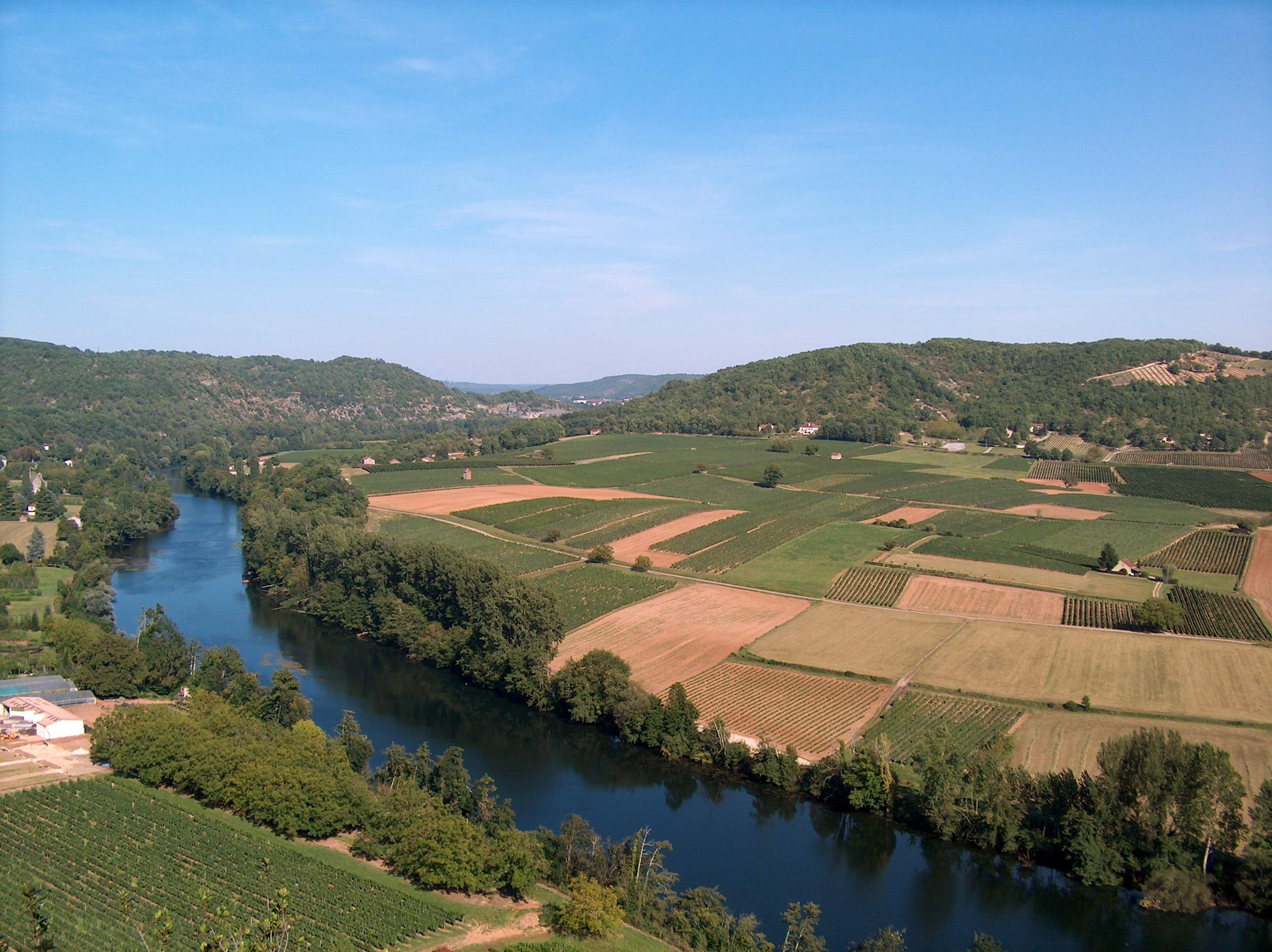
Les vignes de Luzech en bordure du Lot sont plantées sur un sol alluvial.

## Géographie

### Situation
Le vignoble est situé de part et d'autre de la vallée du Lot en aval de Cahors et sur la partie des causses du Quercy au sud-ouest de Cahors.

### Géologie

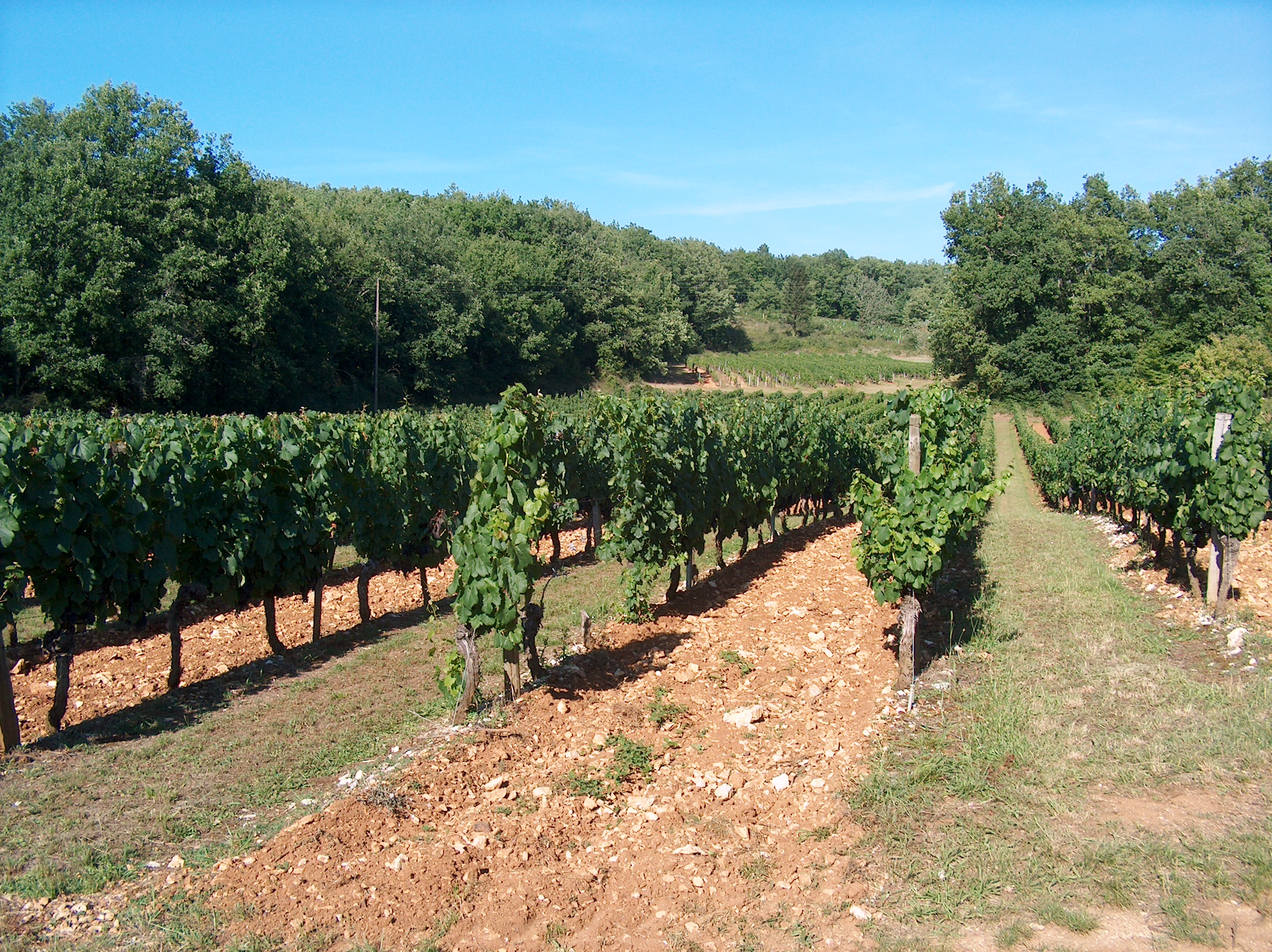
Les vignes de Luzech sur les hauteurs des Causses. Le caillou est très présent.

Le vignoble cadurcien est installé sur deux terroirs distincts : les coteaux de la vallée du Lot et les Causses.
Trois terrasses alluviales du Lot offrent des terroirs différents. La première, plus riche en eau, donne des vins fruités ; sur la deuxième, ils ont plus de rondeur et sur la troisième, le drainage plus poussé donne les vins les plus structurés, aptes à la garde. Sur cette zone, outre les alluvions anciens du Lot, des éboulis calcaires du causse constituent aussi le sous-sol drainant.
Le vignoble du causse est situé au-dessus de 300 mètres d'altitude, sur la rive gauche ; la terre y est moins fertile que celle de la vallée. Les sols sont très drainants, les racines doivent plonger profondément pour trouver l’eau. La vigne est habituée aux conditions extrêmes et résiste mieux aux périodes climatiques difficiles. Sur le plateau, à part quelques céréales, seule la vigne pousse. Les plateaux sont plus aérés, pendant les fortes chaleurs, il n'y a pas d'effet cuvette où l'air devient irrespirable. En été les journées sont chaudes et les nuits plus fraîches, les raisins arrivent à maturité avec une semaine de retard par rapport à la vallée. Ils produisent des vins moins charnus mais très fins.

### Climatologie

#### Station météo de Gourdon
| Mois                                                                      | Janv | Fév  | Mars | Avr | Mai  | Juin | Juil | Août | Sept | Oct | Nov | Déc | Année |
| ------------------------------------------------------------------------- | ---- | ---- | ---- | --- | ---- | ---- | ---- | ---- | ---- | --- | --- | --- | ----- |
| Températures minimales moyennes (°C)                                      | 1,5  | 2,1  | 3,5  | 5,5 | 9,1  | 11,6 | 13,9 | 13,9 | 11,3 | 8,5 | 4,2 | 2,5 | 7,3   |
| Températures maximales moyennes (°C)                                      | 8,5  | 10,6 | 13,6 | 16  | 20,2 | 23,3 | 26,7 | 26,5 | 23,1 | 18  | 12  | 9,4 | 17,4  |
| Précipitations moyennes (mm)                                              | 68   | 68   | 63   | 78  | 93   | 81   | 60   | 67   | 76   | 82  | 72  | 75  | 883   |
| Ensoleillement moyen (heures)                                             | 113  | 122  | 185  | 176 | 221  | 223  | 257  | 258  | 191  | 134 | 90  | 84  | 2054  |
| Source : Climatologie mensuelle moyenne - station Météo-France de Gourdon |      |      |      |     |      |      |      |      |      |     |     |     |       |

#### Climat de Cahors
Le climat cadurcien se rapproche de celui de Gourdon. Il est la résultante de plusieurs influences :
- Climat océanique : il apporte une pluviométrie bien répartie, des températures douces et un ensoleillement important pour la maturité du raisin. L'éloignement de l'océan Atlantique se remarque toutefois avec des températures et des pluies d'octobre à avril plus faibles qu'à Bordeaux-Mérignac[17]. La belle arrière saison sèche favorise la maturité du raisin[7].
- Climat montagnard : l'influence du Massif-Central se fait sentir par des températures hivernales plus basses qu'à Bordeaux[17] ; l'ensoleillement n'est pas significativement différent. Ce climat sain en hiver pour la vigne est assez modéré pour préserver les ceps. L'hiver de 1956 a cependant détruit le vignoble à plus de 95 %, avec un mois de février en dessous de −15 °C.
- Climat local : la vallée du Lot influence énormément le vignoble de vallée. Les versants nord exposés au sud-est ou au sud-ouest assurent les meilleures maturités. L'influence de la rivière elle-même (gelées de printemps, humidité matinale et brouillards hivernaux[18]) est moins sensible, les vignes étant implantées sur les parcelles les plus favorables. La sinuosité de la vallée ralentit les vents dont l'influence se réduit à amener ou retarder la pluie.

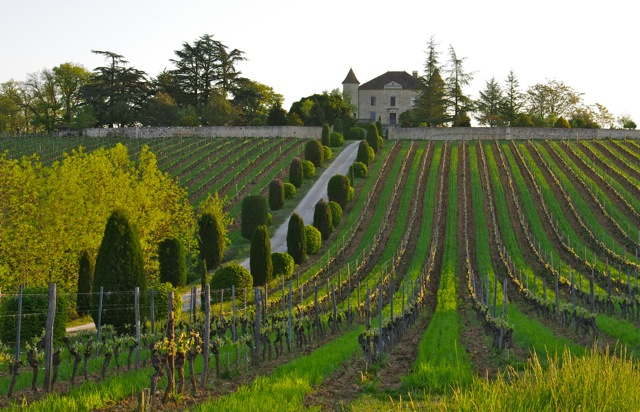
Vigne au printemps.
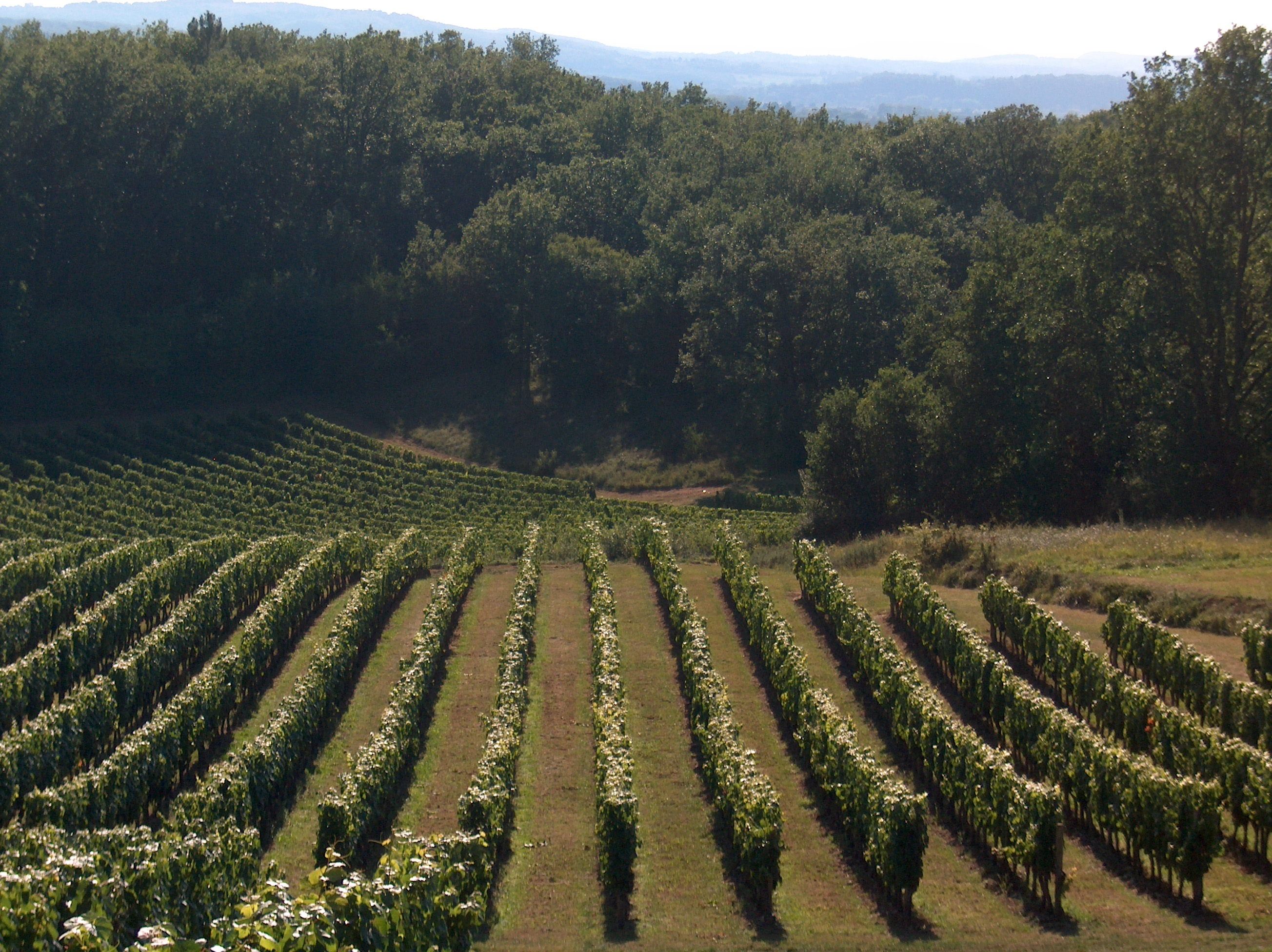
Vigne en été.
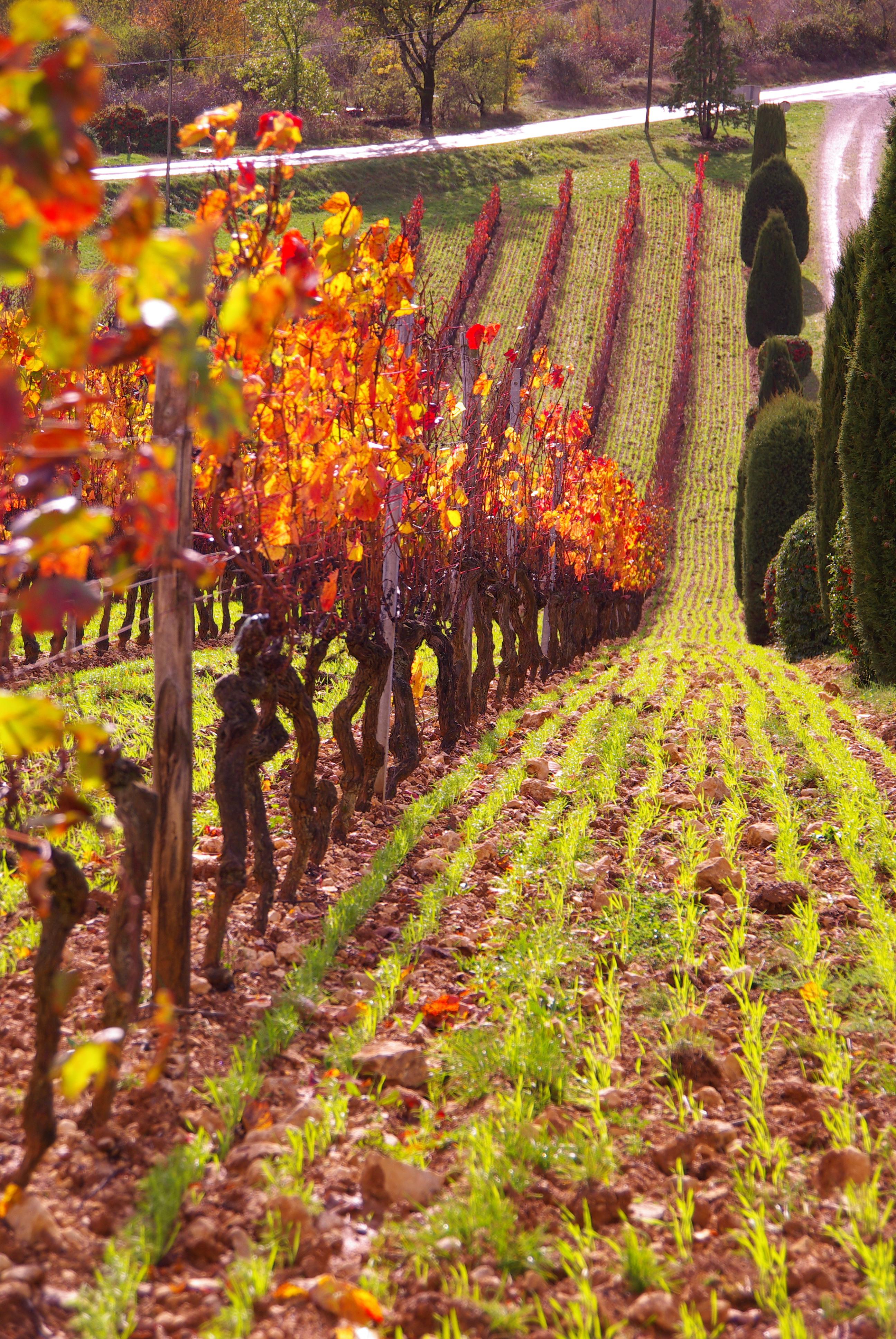
Vigne en automne.
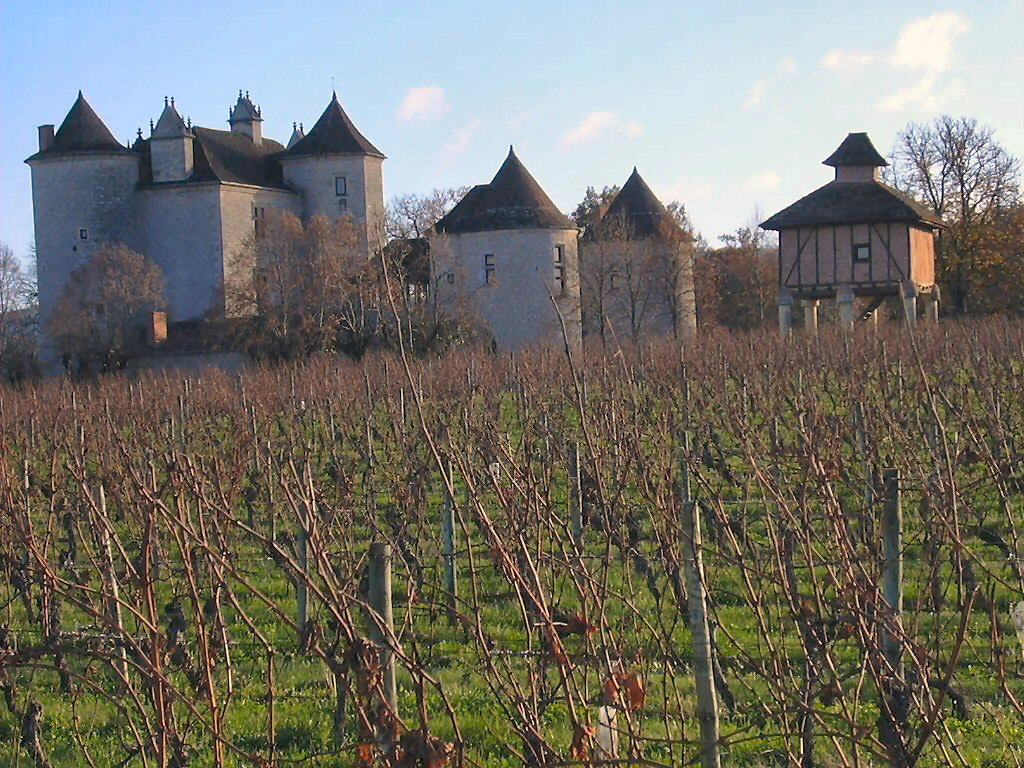
Vigne en hiver.

## Vignoble

### Aire d'appellation

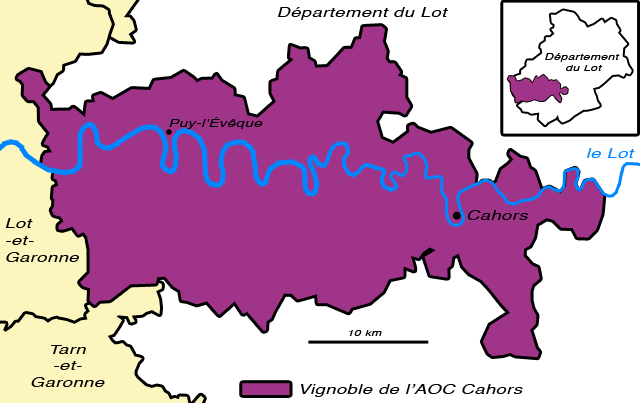
Aire d'appellation du cahors.

L'aire géographique de l'appellation Cahors définie par le décret no 2009-1262 du 19 octobre 2009, comprend 45 communes dont la liste suit :
Albas, Anglars-Juillac, Arcambal, Bagat-en-Quercy, Bélaye, Le Boulvé, Cahors, Caillac, Cambayrac, Carnac-Rouffiac, Castelfranc, Catus, Cieurac, Crayssac, Douelle, Duravel, Fargues, Flaujac-Poujols, Floressas, Grézels, Labastide-du-Vert, Lacapelle-Cabanac, Lagardelle, Lamagdelaine, Luzech, Mauroux, Mercuès, Nuzéjouls, Parnac, Pescadoires, Pontcirq, Pradines, Prayssac, Puy-l'Évêque, Saint-Matré, Saint-Médard, Saint-Vincent-Rive-d'Olt, Saux, Sauzet, Sérignac, Soturac, Touzac, Trespoux-Rassiels, Villesèque et Vire-sur-Lot.

### Encépagement

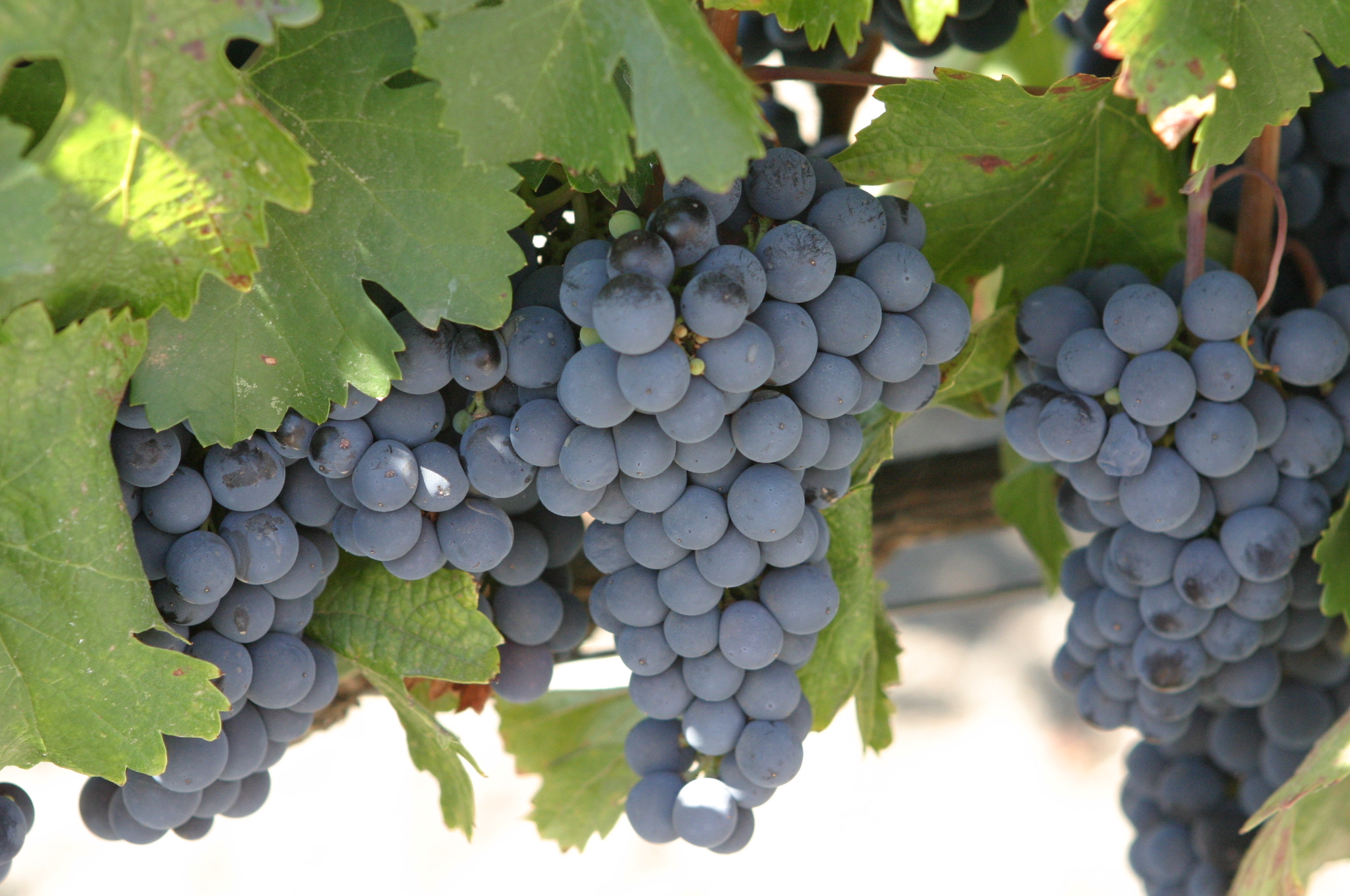
Grappes mûres de côt N.

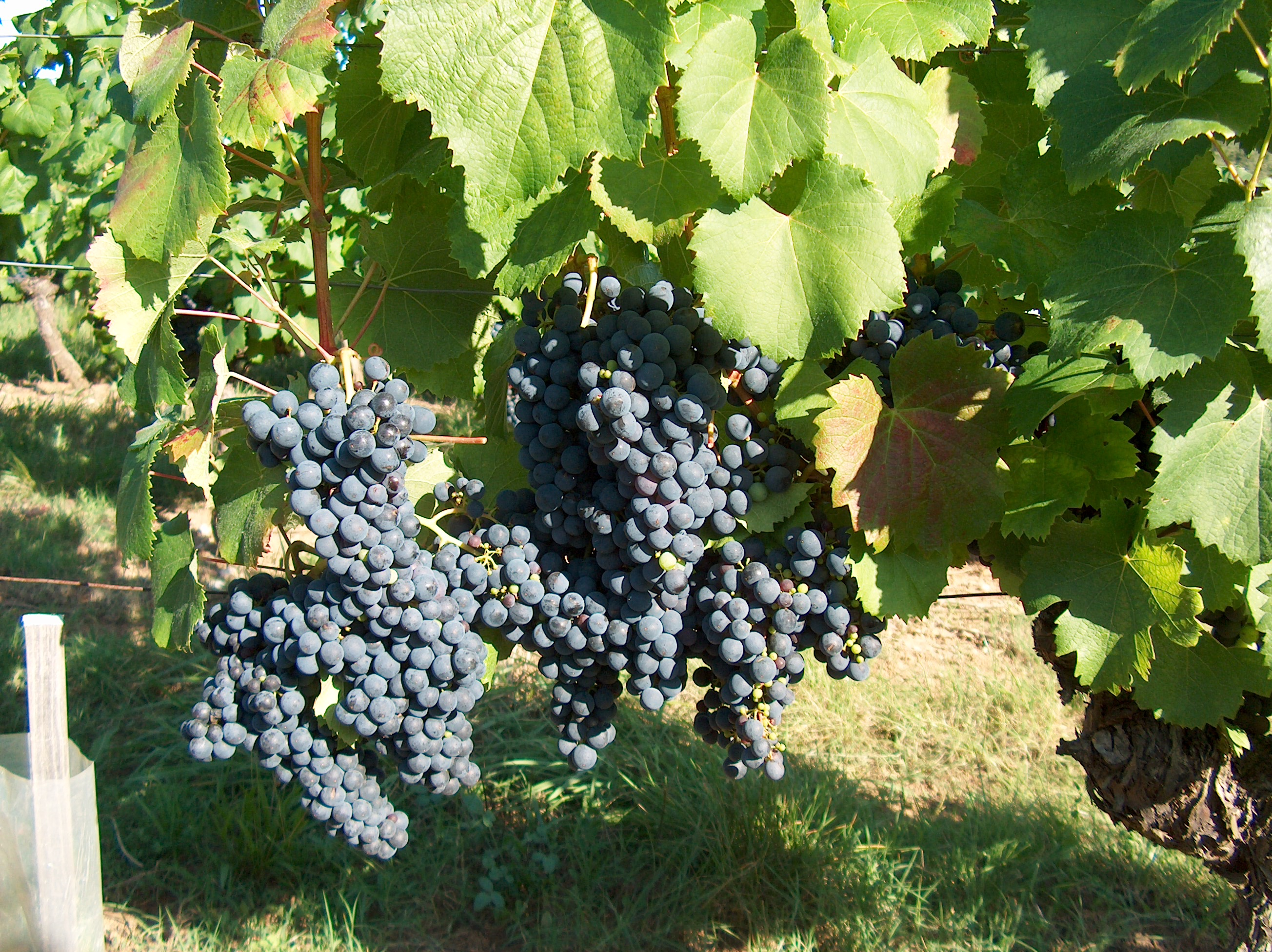
Pied de côt N amenant son raisin à maturité.

Le côt N est le cépage phare de Cahors. Son nom local est l'auxerrois ; l'origine de ce nom, d'après Guy Lavignac pourrait être une évolution linguistique de « haute-serre », un lieu-dit du causse du Quercy proche de Cahors. En Gironde, il porte le nom de son diffuseur au XVIIIe siècle, un certain M. Malbec. Cépage puissant, coloré et généreux, il demande une bonne maturité et donne des vins de garde ; il manque parfois d'un peu d'acidité. Depuis longtemps, d'autres cépages d'appoint lui sont adjoints pour lui donner complexité et équilibre. Autrefois, ce furent le jurançon N, le mérille N ou le valdiguié N, remplacés aujourd'hui par des cépages plus à la mode, le merlot N et le tannat N.
Le décret no 2009-1262 du 19 octobre 2009 précise que le côt N, classé cépage principal doit représenter au moins 70 % de l'encépagement. Le merlot N et le tannat N ne doivent pas dépasser ensemble 30 % de l'encépagement.

### Méthodes culturales

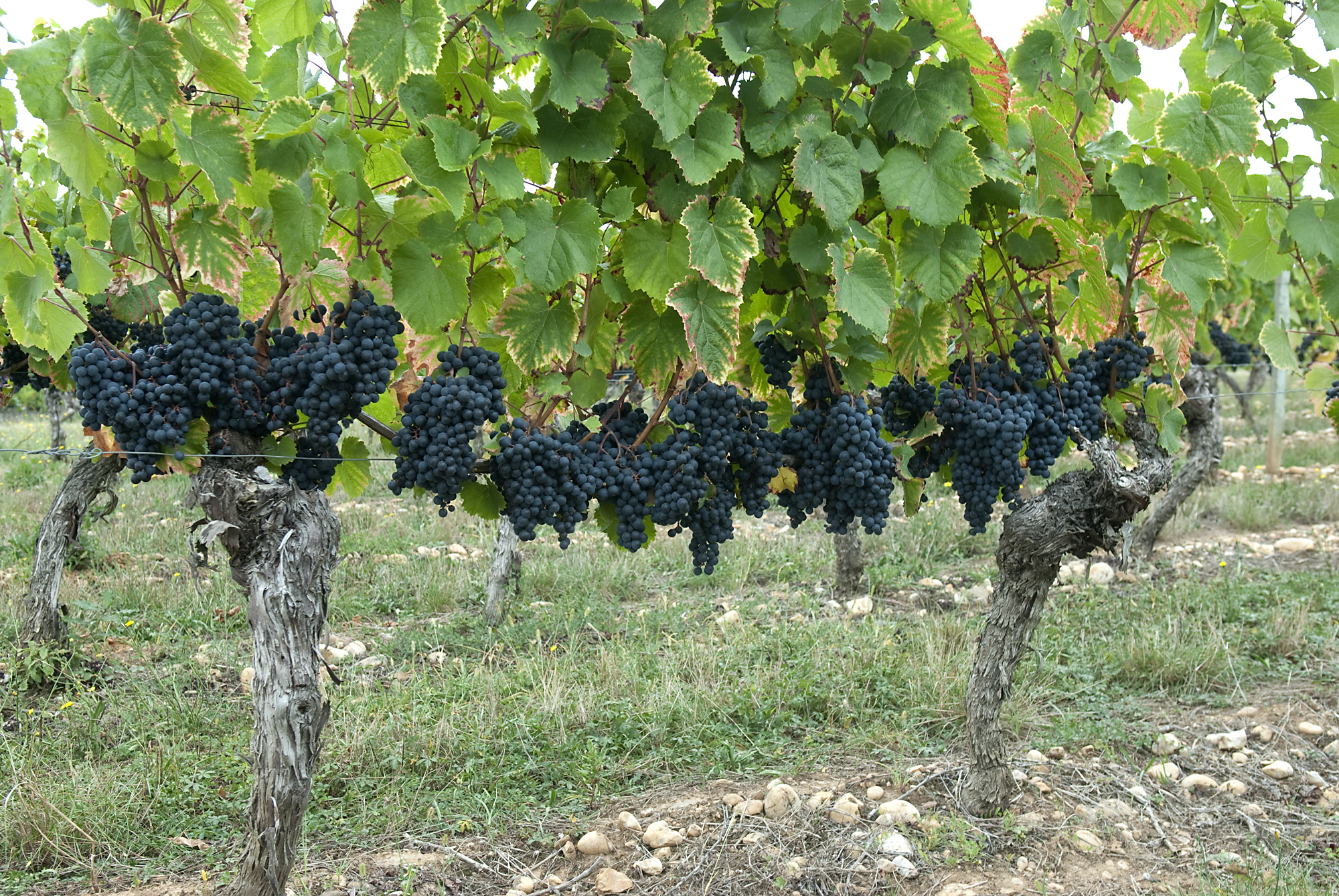
Vignoble à Luzech, octobre 2009

La densité de plantation est de 4 000 pieds de vigne par hectare au minimum. L'écartement entre rangs ne doit pas être supérieur à 2,5 mètres et l'écartement entre pieds dans le rang doit être compris entre 0,9 et 1,3 mètre. Ces règles ont pour but de favoriser le bon épanouissement des pieds de vigne. La densité élevée crée une concurrence entre ceps qui favorise la concentration du raisin : plus de couleur, de précurseurs d'arômes, une meilleure maturité… La distance entre ceps doit être le plus homogène possible : chaque cep colonise une surface autour de son tronc. Des rangs trop espacés créent un vide entre eux qui n'est pas exploité par la vigne. Des pieds trop proches se gênent entre eux. Le but du cahier des charges est de borner les limites afin que le mode d'exploitation se rapproche le plus possible d'une vigne où chaque cep aurait un carré autour de lui, tout en prenant en compte les contraintes de la viticulture moderne mécanisée.

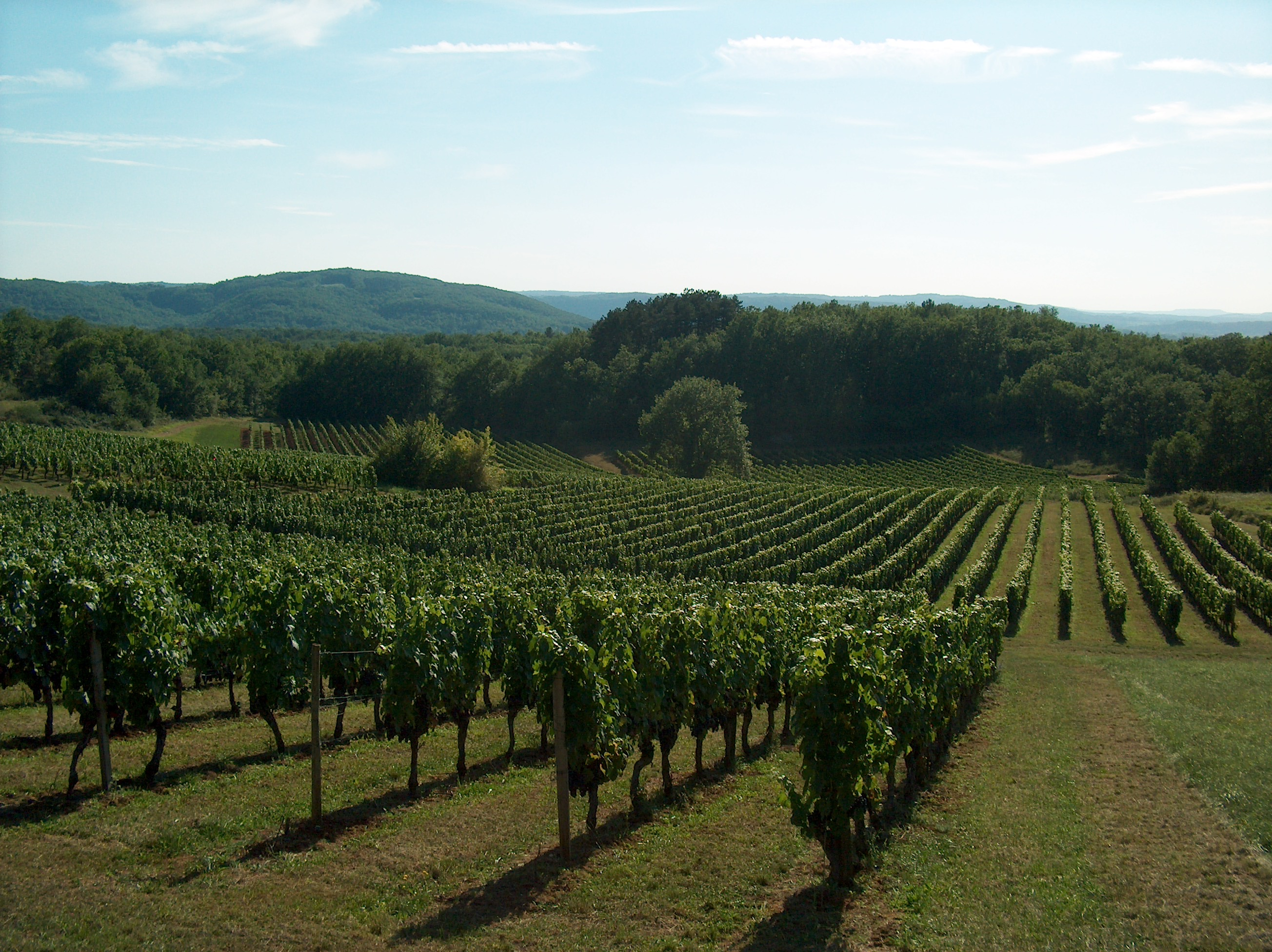
Vignes cadurciennes.

La vigne est taillée tous les ans en hiver (période de repos végétatif). Le cahier des charges du cahors autorise la taille courte : gobelet, éventail ou cordon de Royat. La taille longue en Guyot simple ou double autorise 12 bourgeons porteurs de grappe dont 2 par courson et 8 par baguette. Quel que soit le mode de taille, le nombre de bourgeons porteurs de grappe après floraison doit être limité à 12. Pour le cépage tannat, le nombre d'yeux porteurs de grappe est ramené à huit par plant de vigne après floraison. Un vigneron peut en laisser plus à la taille. Il peut ensuite épamprer en choisissant les plus beaux rameaux et ramener la charge au niveau requis par le décret avant la floraison.
La hauteur du feuillage doit dépasser 0,6 fois l'écartement entre rangs. Elle se mesure entre 30 cm du sol et la hauteur de rognage. Une surface de feuillage suffisante est un gage de bonne maturité et de concentration des raisins. Les feuilles, sièges de la photosynthèse, sont en effet les usines à sucre de la plante.
Le seuil de pieds de vigne morts ou manquants est limité à 20 %. Au-delà, le rendement de la parcelle est déduit du taux de manquant. Par exemple, pour une parcelle avec 50 % de pieds manquants, le rendement sera limité à la moitié de 50 hl/ha, soit 25 hl/ha.

### Irrigation
Elle est interdite du 1er mai jusqu'à la récolte. Toutefois, le décret précise qu'elle peut être exceptionnellement autorisée. Dans ce cas, elle est réservée aux conditions particulières de sècheresse d'un millésime et peut avoir lieu du 15 juin au 15 août, ce qui correspond aux stades de développement de la vigne « fermeture de la grappe » (grains formés qui se touchent) et « véraison » (le raisin change de couleur).
Cette autorisation est demandée par l'organisme de défense et de gestion de l'appellation auprès de l'INAO, motivée par des données climatiques et de l'état des vignes qui nécessitent la mesure. Le directeur de l'INAO peut accorder la dérogation après avis du comité régional INAO de Toulouse-Pyrénées. Le viticulteur qui le juge nécessaire s'engage à déclarer les parcelles irriguées avec la surface et le cépage à l'organisme d'inspection, et le matériel d'irrigation ne doit pas être enterré.

### Récolte

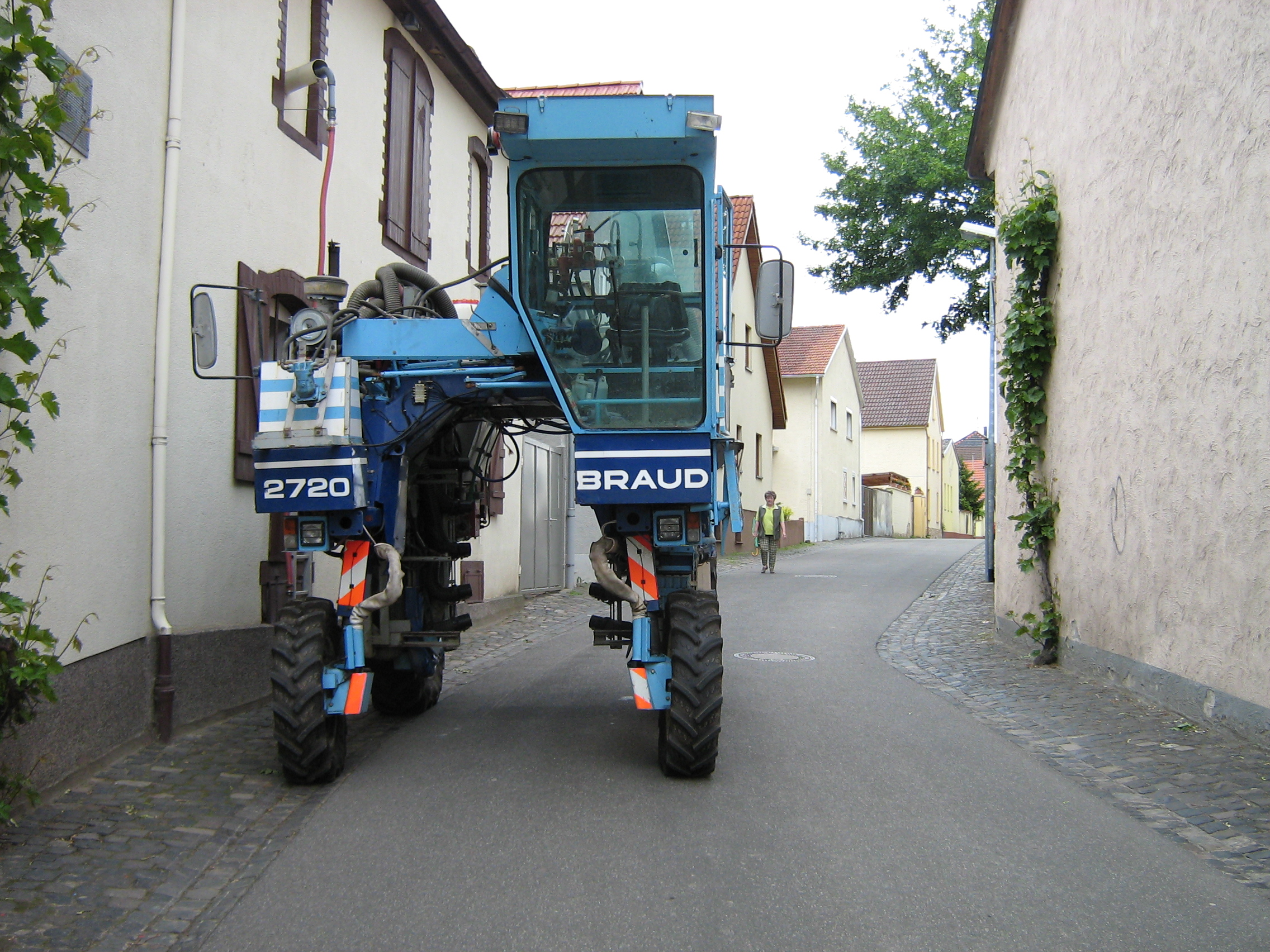
Machine à vendanger.

#### Ban des vendanges
Le début de la récolte ne peut pas intervenir avant le ban des vendanges, sauf en cas de demande de dérogation. Elle peut être accordée par l'INAO si le raisin est constaté mûr avant la date du ban.
La quantité de raisin récoltée par parcelle doit être au maximum de 8 500 kilogrammes par hectare. Dans le cas où l'irrigation est autorisée, la charge est ramenée à 6 500 kilogrammes par hectare.
Le décret ne précise pas de modalité de récolte. Dans les faits, la majorité des surfaces est récoltée à la machine à vendanger. Seules quelques cuvées de vieilles vignes ou quelques domaines qui pratiquent un tri minutieux de la vendange continuent à récolter manuellement leur raisin.

#### Rendement
Le rendement est fixé à 50 hectolitres par hectare. Le rendement butoir est lui de 60 hectolitres par hectare. Ce rendement butoir peut être demandé par le syndicat de défense et de gestion de l'appellation si les ventes collectives ont vidé les stocks de vins et que la demande des acheteurs le justifie ou pour reconstituer les stocks en cave après une récolte précédente très faible (grêle, gel…).

#### Maturité

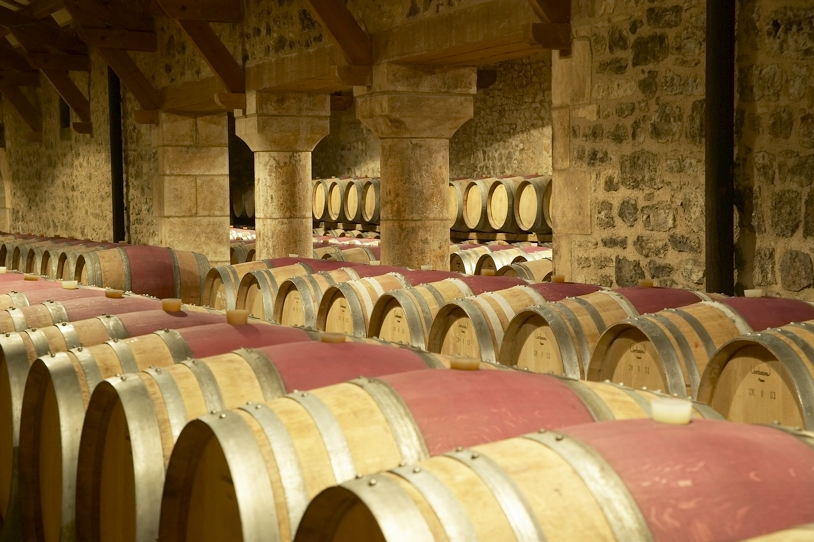
Barriques de vieillissement du vin.

Pour être considéré mûr, le raisin doit avoir au mois 193 grammes de sucre par litre et le vin fini doit avoir un titre alcoométrique d'au moins 11,5 % vol.

### Vinification et élevage
À l'arrivée de la vendange, l'éraflage est obligatoire. La vendange est mise en cuve pour une macération longue de quinze à trente jours. Pendant cette macération se déroule la fermentation alcoolique. Le vigneron pratique alors des remontages et délestages afin d'apporter de l'oxygène aux levures et de favoriser l'extraction des polyphénols de la pellicule du raisin. (tannins et anthocyanes)
Une fois achevée cette macération, le vin est écoulé de la cuve et le marc de raisin est pressé. Le vin de presse est incorporé ou non au vin selon le verdict de la dégustation.
La fermentation malolactique se déroule alors en cuve. Elle peut être favorisée par l'utilisation de bactéries lactiques du commerce ou se faire naturellement avec les bactéries issues du raisin. Ce sont des lactobacilles de type Oenococcus oeni.

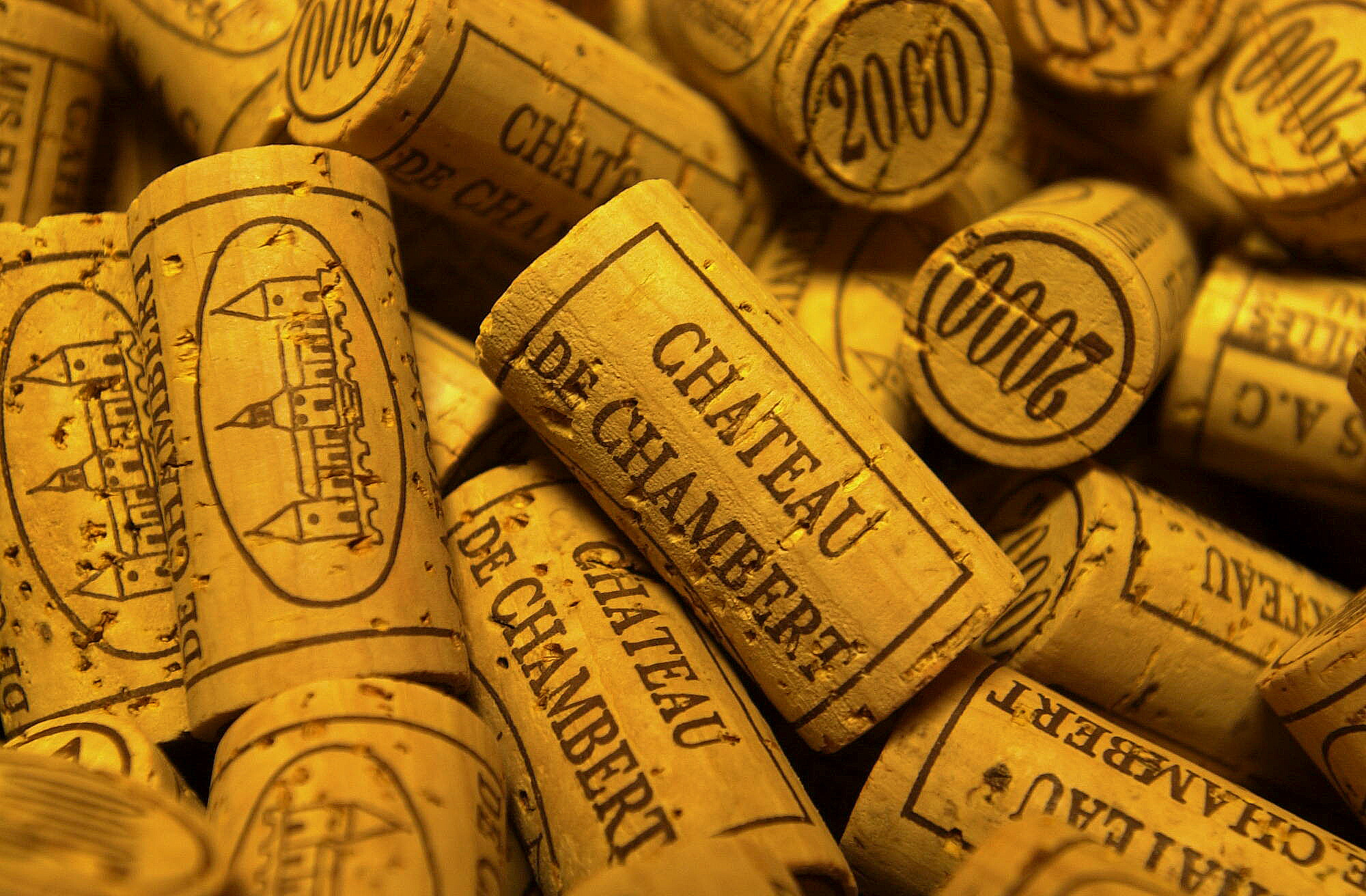
Bouchons de liège, millésime 2000.

Une fois les fermentations achevées, le vigneron déguste toutes ses cuves et commence ses assemblages. C'est à ce stade qu'il décide quel vin sera digne de vieillir en barrique ou restera en cuve, de quelles cuves proviendront les vins de chaque cuvée du domaine ou quels sont les cépages qui constitueront chaque lot de vin. Le législateur impose cependant que chaque lot de vin comprenne au moins 70 % de côt N.
Le cahors est un vin de garde : son élevage va donc être de un à trois ans, en cuve, en barrique ou en bouteille.

### Terroirs et vins

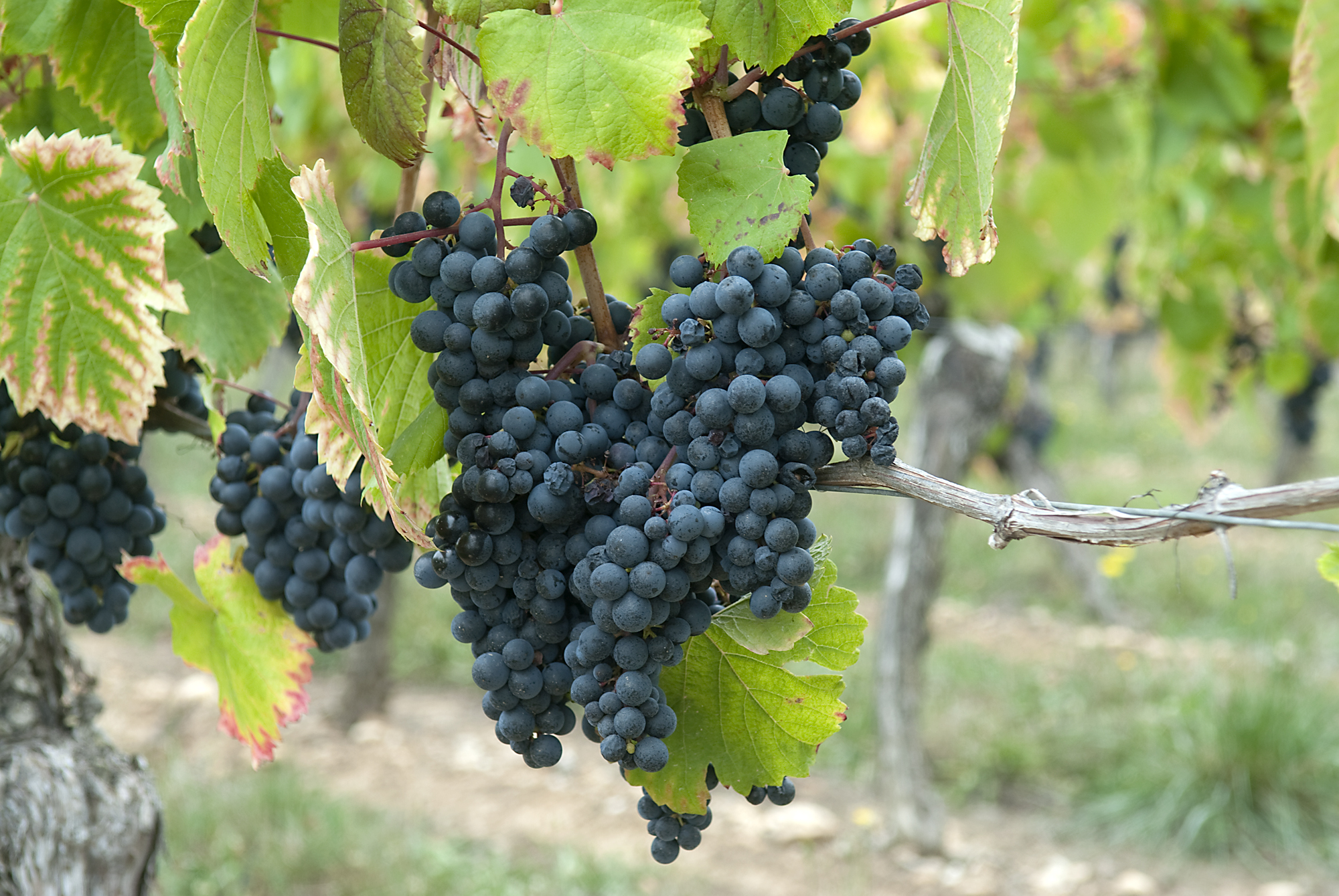
Vigne de l'AOC Cahors

Le cahors est toujours un vin très sombre depuis la période du black wine. Sa couleur profonde se situe dans le violacé noir au pourpre sombre (selon la proportion de côt par rapport au merlot).
Au nez, le cahors jeune présente des arômes puissants et complexes de fruits noirs (mûre, cassis, cerise noire) et d'épices (réglisse, cannelle, anis ou cacao). Après deux ou trois ans, le cahors se ferme. Il a alors des arômes fugaces et il n'est pas très intéressant. Après quatre ou cinq ans, il se développe à nouveau sur des arômes évolués de sous-bois (champignon, humus) ou de truffe.
En bouche, le cahors est un vin tannique. Jeune, il offre une structure serrée et puissante, très astringente (les tannins ne sont pas encore fondus) et un peu acide ; les arômes fruités et épicés sont les mêmes qu'au nez. En évoluant, les tannins se fondent progressivement pour donner une structure dense et douce qui permet au vin de durer une décennie, voire plus.

## Dégustation et gastronomie
La dégustation du cahors avec la cuisine locale trouve son apothéose avec un cahors vieux et des truffes du Quercy.
Selon Pierre Casamayor, grand spécialiste de la dégustation, « les viandes rouges ont une qualité essentielle, leurs protéines amabilisent les tanins les plus virils. » Les vins de Cahors, structurés et tanniques sont donc particulièrement recommandés sur des viandes rouges. Les cahors plus vieux peuvent aussi accompagner les sauces, daubes et civets. (civet de canard,, civet de biche…). Le potentiel de garde pour un Cahors rouge est de 3 à 10 ans en fonction du millésime et de la qualité de la cuvée .

## Tourisme

### Route des vins
Il existe un circuit touristique du vignoble.

### Vigne et vin dans l'architecture

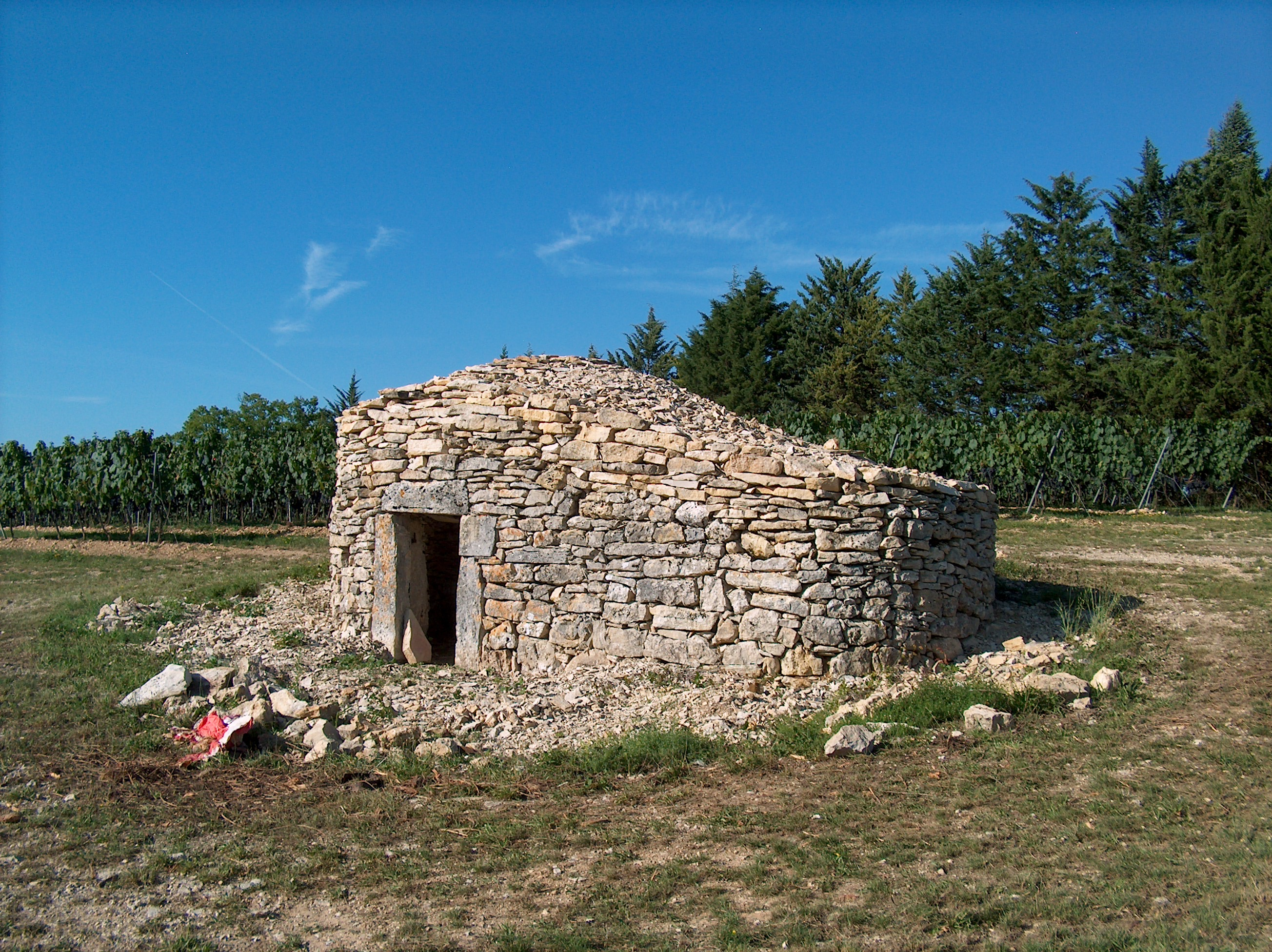
Abri de vigneron en pierre sèche.
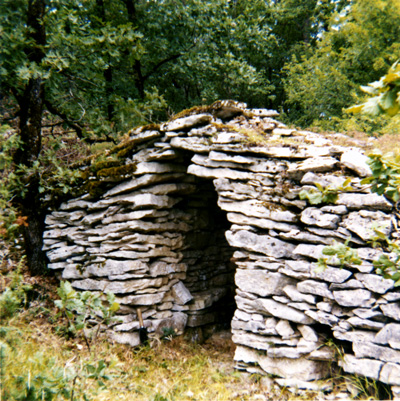
Abri de vigneron en pierre sèche dans une clôture.
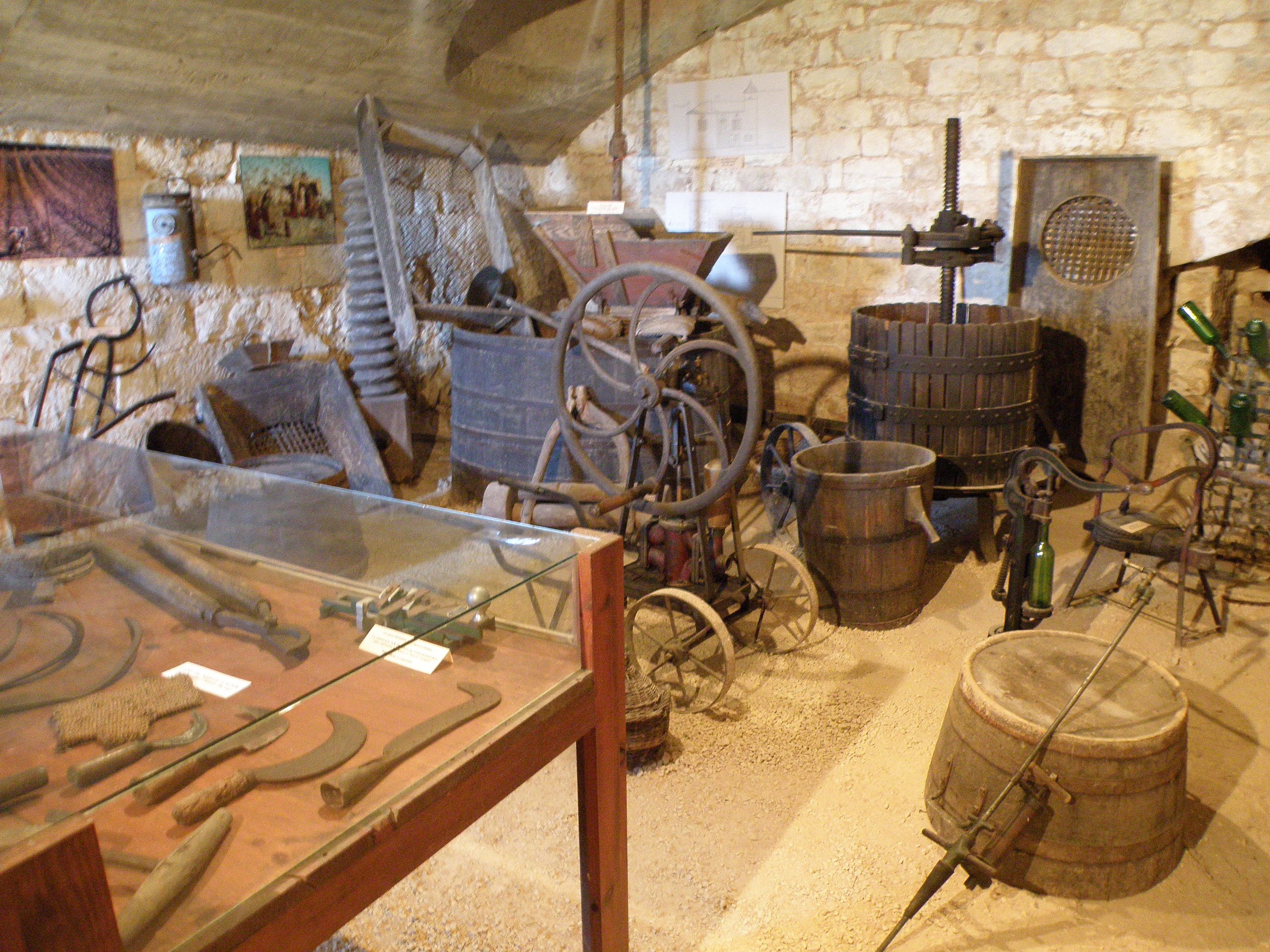
Musée des vins de Cahors dans le château de la Coste à Grézels.
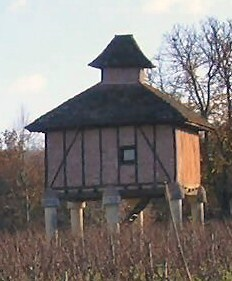
Colombier classé dans le Château Lagrézette.

### Confrérie du vin de Cahors
Le 8 septembre 1964, le conseil d'administration du syndicat de défense de l'appellation Cahors proclame la création d'une confrérie du vin de Cahors à Luzech. Une chanson, « Notre vieux cahors », est entonnée à chaque cérémonie d'intronisation.

## Galerie de photos

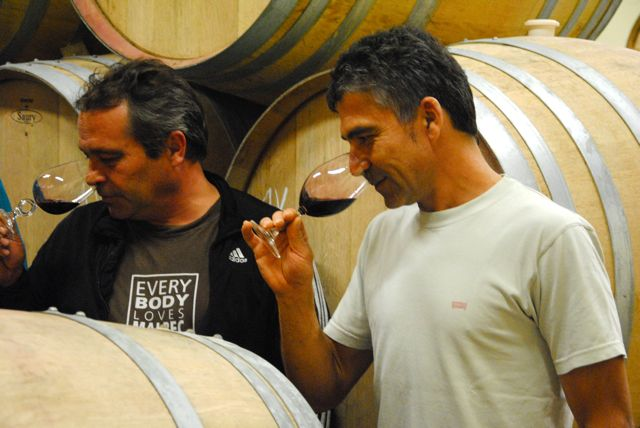
Mise en valeur du château.
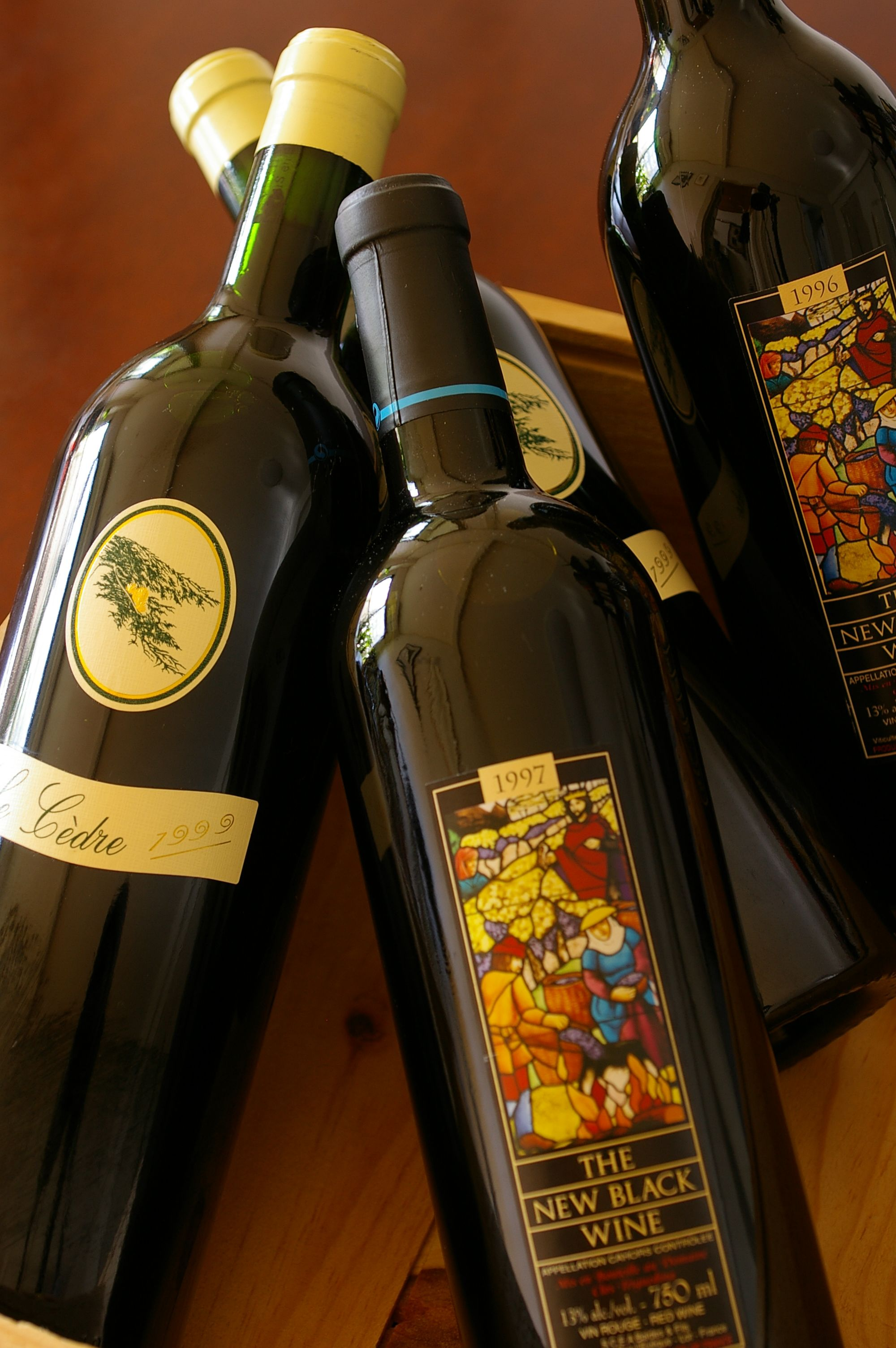
Bouteilles de cahors.
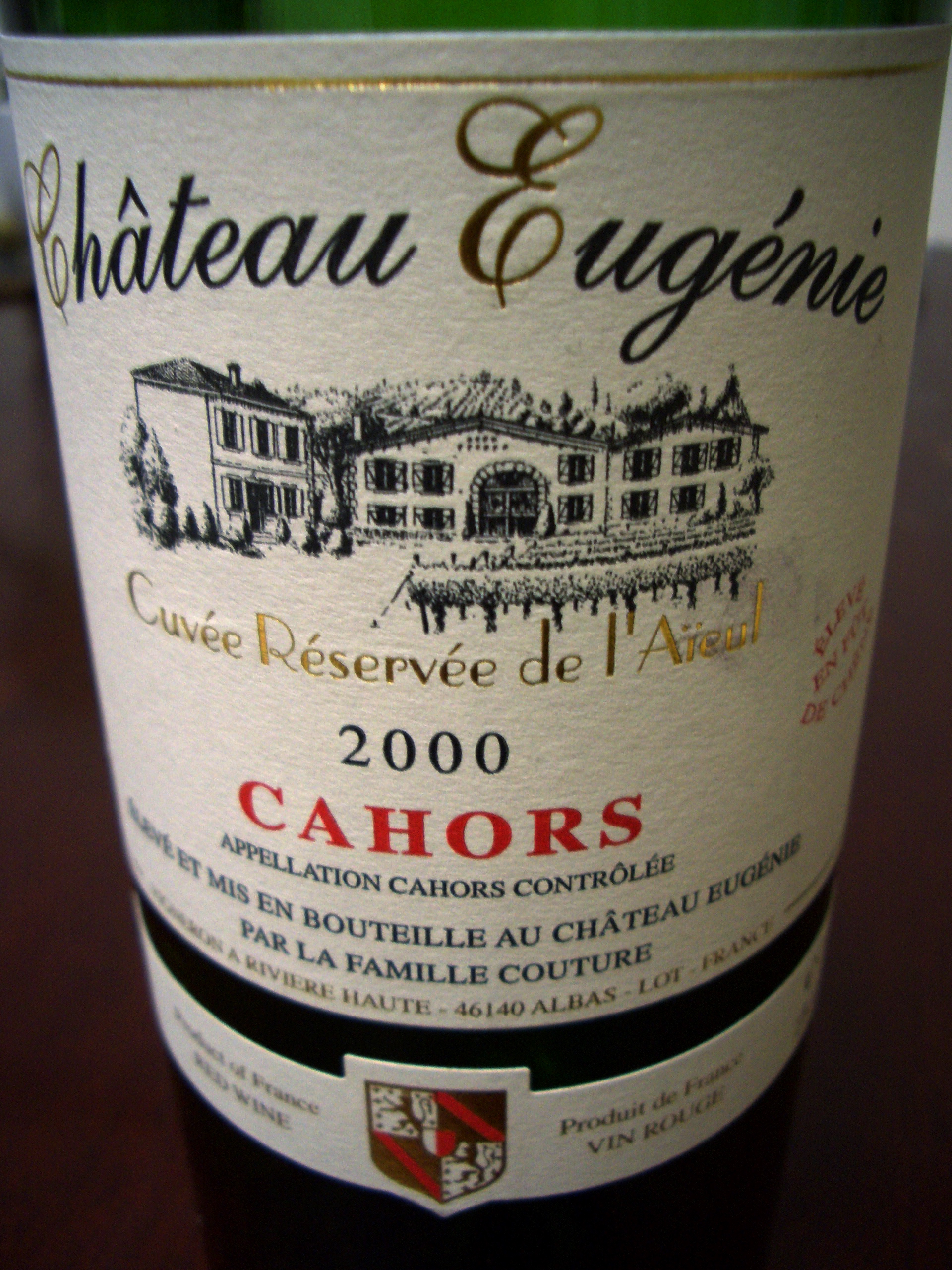
Étiquette de cahors.
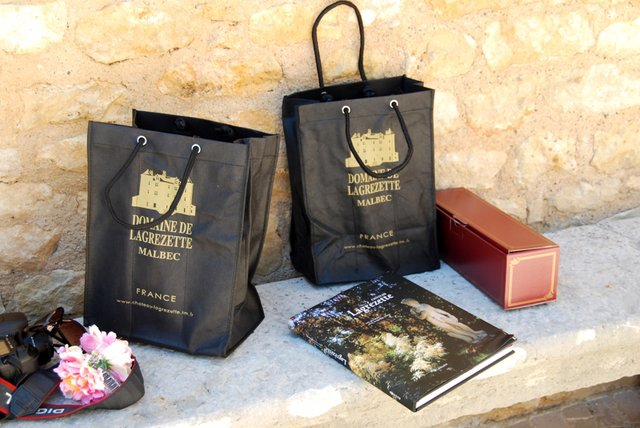
Emplettes.